# Sam Singer
Sam Singer (Miami, Florida, 14 de febrero de 1994) es un jugador de baloncesto estadounidense que pertenece a la plantilla del Bnei Herzliya de la liga de Israel. Con 1,93 metros de altura, juega de escolta.

## Carrera
Singer jugó cuatro temporadas en la California Golden Bears y tras no participar en el Draft de 2017, se marcharía a Israel para debutar como profesional en las filas del Bnei Herzliya de la liga de Israel, equipo en el cual firmaría un contrato por tres temporadas.